# Echymipera davidi
Echymipera davidi är en pungdjursart som beskrevs av Tim Flannery 1990. Echymipera davidi ingår i släktet taggpunggrävlingar och familjen punggrävlingar. IUCN kategoriserar arten globalt som starkt hotad. Inga underarter finns listade.
Pungdjuret förekommer på en liten ö (Kiriwina) som tillhör Trobriandöarna öster om Nya Guinea. Arten hittades i områden som tidigare var täckta av skog.